# Hoya magnifica
Hoya magnifica ist eine Pflanzenart der Gattung der Wachsblumen (Hoya) aus der Unterfamilie der Seidenpflanzengewächse (Asclepiadoideae).

## Merkmale
Hoya magnifica ist eine kletternde Pflanze mit mehrere Meter langen, windenden Trieben. Die Trieben messen im Querschnitt bis zu 5 mm. Junge Triebe sind dicht behaart, ältere Triebe sind nur noch spärlich behaart. Die Blätter sind gestielt, die aufrecht stehenden, dicht behaarten Blattstiele sind 14 bis 43 mm lang bei einem Durchmesser von 2,3 bis 2,5 mm. Die Blattspreiten sind elliptisch-eiförmig bis schmal eiförmig, bis 19 cm lang und bis 10 cm breit. Die Oberseite ist spärlich behaart, die Unterseite ist dicht behaart. Der Apex ist lang und fein zugespitzt, die Basis ist herzförmig bis rund. Die Blattnervatur tritt nicht hervor. Die vegetativen Teilen sondern bei Verletzung einen Milchsaft ab.
Der doldenförmige Blütenstand ist waagerecht bis hängend. Die Dolden haben bis etwa 9 cm Durchmesser. Die dicht behaarten Blütenstandsstiele sind 9 bis 10 mm lang bei einem Durchmesser von 5 bis 6 mm. Die dicht behaarten Blütenstiele sind 2 bis 5 cm lang und haben einen Durchmesser von 1,1 bis 2,6 mm. Die Blütenkrone hat einen Durchmesser von 4 bis 4,5 cm bei einer Höhe von 1 bis 1,5 cm. Die Kelchblätter sind lanzettlich-eiförmig, 13 bis 16 mm lang und 7 bis 10 mm breit; sie sind außen dicht behaart. Die Blütenkrone ist glockenförmig und cremeweiß bis weiß. Die Kronblattzipfel sind ausgebreitet oder leicht zurück gebogen. Sie sind dreieckig, 15 bis 18 mm und an der Basis 15 bis 18 mm lang, und kahl. Die kahle Kronröhre ist 10 bis 14 mm hoch und 22 bis 25 mm im Durchmesser. Die Nebenkrone ist weiß bis cremeweiß, 4 bis 5 hoch und 10 bis 16 mm breit. Die Zipfel sind hoch aufragend 4,8 bis 7,0 mm lang, 4,0 bis 4,5 mm hoch und 2,8 bis 4,0 mm breit an der Basis. Der äußere Fortsatz ist gerundet und nach oben gebogen, der innere Fortsatz ist lanzettlich. Die Staubblattfortsätze sind lanzettlich, 1,7 bis 2 mm lang und 1,3 bis 1,7 mm lang. Der Griffelkopf ist eingesenkt-kugelig und misst 4,5 bis 5 mm im Durchmesser. Das Pollinarium ist 1,3 bis 1,4 mm lang und 1,2 bis 1,3 mm breit. Die Pollinia sind länglich, 1,12 bis 1,15 mm lang, 0,35 bis 0,42 mm breit mit einem durchsichtigen äußeren Rand. Das Corpusculum ist eiförmig, 0,8 bis 0,9 mm lang und 0,55 bis 0,58 mm breit. Die Caudiculae sind 0,30 bis 0,35 mm lang und 0,13 bis 0,14 mm breit und ungeflügelt. Die kahlen spindeligen Balgfrüchte sind bis 19 cm lang bei einem Durchmesser von 1,2 cm.

## Ähnliche Art
Die Art ähnelt Hoya albiflora Blume, unterscheidet sich aber von dieser Art durch die viel größeren Blüten mit sternförmig ausgebreiteten Kronblattzipfeln.

## Geographische Verbreitung und Habitat
Die Art hat ein sehr begrenztes Verbreitungsgebiet in der Morobe Province und der Central Province von Papua New Guinea. Sie wächst dort als Schlingpflanze in Regenwäldern in Höhen von 650 bis 2000 m über Meereshöhe.

## Taxonomie
Das Taxon wurde 1992 von Paul Irwin Foster und David J. Liddle aufgestellt. Es wurde von Plants of the World online als gültiges Taxon akzeptiert. Der Holotypus (Streimann & Kairo NGF39381) wurde 1969 von Streimann & Kairo gesammelt. Herbarmaterial des Holotypus wird im Australian National Herbarium in Canberra aufbewahrt. Der Artname wurde von den Autoren aufgrund der großen weißen Blüten gewählt.